# زیردریایی آراو-۳۳
زیردریایی آراو-۳۳ (به انگلیسی: Japanese submarine Ro-33) یک زیردریایی است. این زیردریایی در سال ۱۹۳۴ ساخته شد.